# Saint-Julien-lès-Montbéliard
Saint-Julien-lès-Montbéliard település Franciaországban, Doubs megyében. Lakosainak száma 158 fő (2022. január 1.). Saint-Julien-lès-Montbéliard Raynans, Arcey, Dung, Échenans, Issans, Présentevillers és Sainte-Marie községekkel határos.

## Népesség
A település népessége az elmúlt években az alábbi módon változott:
| Lakosok száma | 102  | 153  | 174  | 173  | 169  | 168  | 165  | 163  | 159  | 158  |
|               | 1968 | 1982 | 1990 | 2006 | 2013 | 2015 | 2017 | 2019 | 2020 | 2022 |